# Mauṉi
Mauṉi (Mowni) (Geburtsname: Sama Iyer Mani; Tamil: மௌனி; * 1907 in Semmangudi; † 6. Juni 1985 in Chidambaram, Tamil Nadu) war ein indischer Schriftsteller, der neben Pudhumaipithan zu den bedeutendsten experimentellen Literaten der tamilischen Sprache gehört.

## Leben
Sama Iyer Mani absolvierte nach dem Schulbesuch in Kumbakonam ein Mathematikstudium und nahm später für seine literarische Arbeit das Pseudonym Mauṉi (Anglisierung: Mowni) an. Seine ersten Erzählungen erschienen zwischen 1933 und 1938 in der avantgardistischen Literaturzeitschrift Maṇikkoṭi. Obwohl sein veröffentlichtes Werk lediglich 25 Kurzgeschichten umfasst, gehört er dennoch neben Pudhumaipithan zu den bedeutendsten experimentellen Literaten der tamilischen Sprache. Seine Werke integrieren in singulärer sprachlicher Dichte Alltag, mythische Fragmente und Traum. Dabei wurde von ihm häufig der Einbruch einer anderen beunruhigenden Realität, der Übergang aus Vertrauen ins Ungewisse sowie Grenzsituationen im Spannungsfeld von Sexualität und Tod geschildert. 
Mauṉi war ein unabhängiges Talent, das keiner Gruppe oder Periode angehört. Zurückhaltung ist das Schlüsselwort seiner Schriften; und Tiefe ist eine andere. Der vorherrschende Geschmack seiner Schriften ist Traurigkeit. Er zeichnet sich durch den Umgang mit mentalen und emotionalen Qualen, Schmerzen und Leiden aus. Plots, Ereignisse sind nicht wichtig. In der Tat gibt es eine Überbetonung der psychologischen Analyse des Charakters und der Atmosphäre, die mühsam auf Kosten der Entwicklung der Handlung aufgebaut wird. Ereignisse sind das, was sich im Inneren abspielt, im mentalen und emotionalen Gefüge von Männern und Frauen. Mit großer Subtilität versteht er es, Enttäuschung, Frustration, Langeweile auszudrücken. An sozialen Beziehungen ist er völlig desinteressiert. Auffallend ist seine intime Kenntnis der Musik, die sich in all seinen Geschichten manifestiert. Er wurde von allen Gegnern des Realismus und des sozial und politisch engagierten Schreibens gefeiert. In seiner scheinbar trockenen Art zählt jedes Wort. Anders als bei manchen Autoren wie Jayakanthan, die beim ersten Lesen leidenschaftliches Interesse beim Leser wecken, müssen seine Geschichten noch einmal gelesen werden, um voll gewürdigt zu werden. Es gibt jedoch keine versteckte „Bedeutung“ in seinen Geschichten, keine philosophischen Tricks. Seine Geschichten vermitteln einen Eindruck von strengen Epen des Herzens und der Seele.
Zu seinen Werken gehören Al̲iyāc cuṭar (1964) sowie der 1967 erschienene Erzählband Mauṉi kataikaḷ, der 1991 in einer Neuauflage erschien.

## Werke
- Al̲iyāc cuṭar, 1964
- Mauṉi kataikaḷ, 1967

## Hintergrundliteratur
- U. R. Ananthamurthy: Mauṉi, 1973 (Roman)
- Andreas Schüttler: Literarische Paradigmen in den Kurzgeschichten des tamilischen Autors Mauṉi (Es. Maṇi) (1907 - 1985). Eine kritische Analyse der Handlungsaspekte und Themen, der Figurentypen, der Erzählstruktur sowie des literarischen Stils, Dissertation Universität zu Köln 1999, Harrassowitz Verlag 2002, ISBN 978-3-447-04605-3[3]

## Quelle
- Gero von Wilpert: Lexikon der Weltliteratur. Fremdsprachige Autoren, Band II L–Z, S. 1179 f., Stuttgart 2004, 2008, ISBN 978-3-520-84301-2